# Playlife
Playlife – byłe przedsiębiorstwo odzieżowe z siedzibą we włoskim Treviso, należące do firmy Benetton.

## Historia
W lipcu 1997, Benetton Group nabył za 318 miliardów lirów 57% udziałów w Benetton Sportsystem od Edizione Holdings. W tym czasie firma została przemianowana na Playlife, która oferowała sprzęty sportowe pod takimi markami jak Nordica, Kästle czy Killer Loop. W połowie 1998 roku, Benetton przewidywał otwarcie 40 sklepów Playlife w całej Europie. Do 1999 roku cała dawna marka Benetton Sportsystem została skonsolidowana pod nazwą Playlife.
Marka przygotowała stroje reprezentacji Włoch na Letnich Igrzyskach Olimpijskich 2000 w Sydney. W listopadzie 2000 otwarto pierwszy sklep Playlife w Mediolanie. Przez kilka lat kontynuowano ekspansję sklepów. W 2011 roku nowym dyrektorem biznesowym Playlife został Giovanni Peracin. W tym czasie Benetton otworzył sklep koncepcyjny w Treviso. Pod koniec 2013 roku, w wyniku restrukturyzacji Benettona spółka Playlife została zlikwidowana.

### Formuła 1

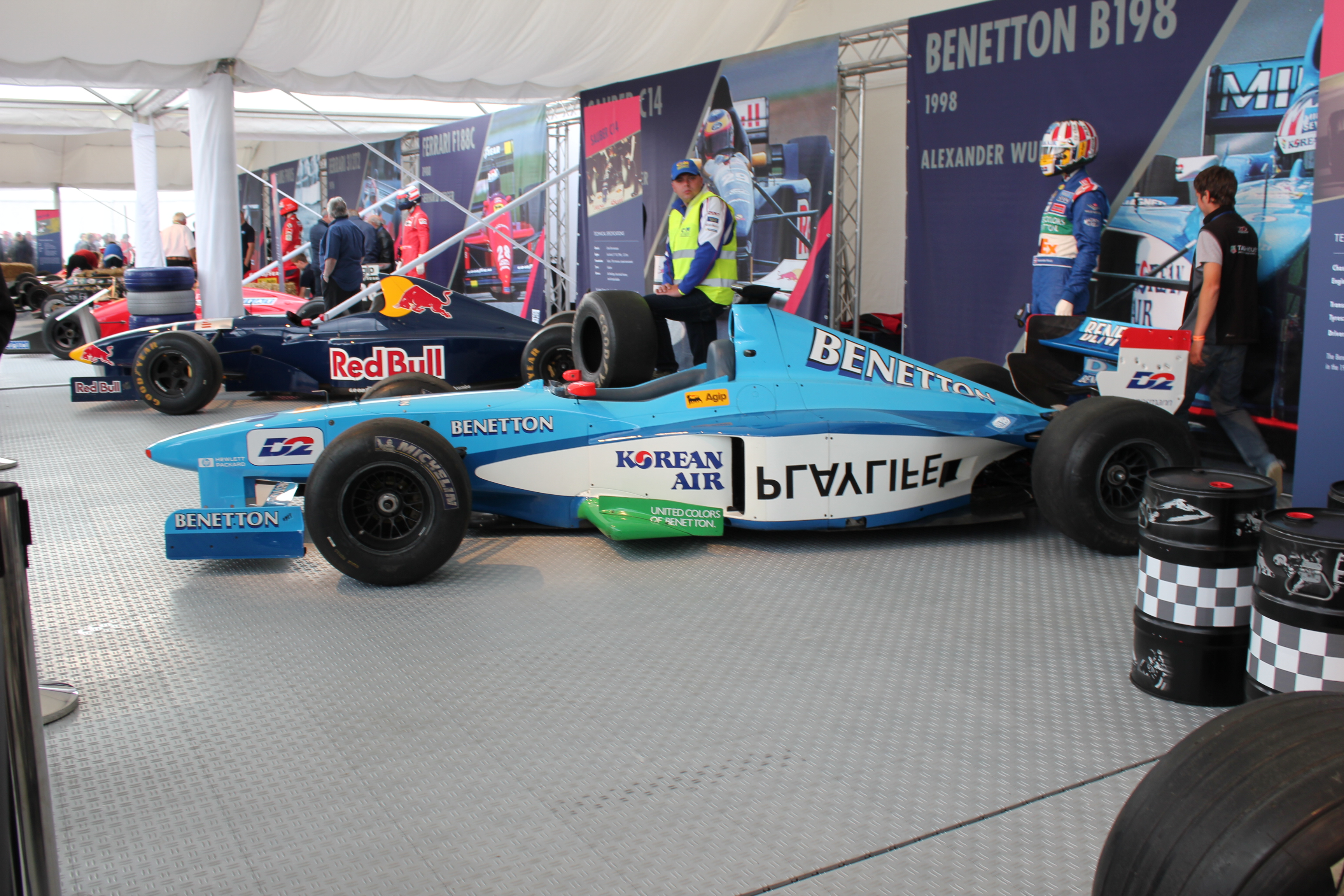
Benetton B198 z logiem Playlife

W sezonach 1998-2000 zespół wykorzystywał stare silniki Renault pod nazwą Playlife, a logo spółki znajdowało się na samochodach włoskiej ekipy do sezonu 2001.

## Wyniki
| Legenda oznaczeń w tabelach wyników Wyświetl szablon na nowej stronie | Legenda oznaczeń w tabelach wyników Wyświetl szablon na nowej stronie                                                                     |
| Oznaczenie                                                            | Wyjaśnienie |
| --------------------------------------------------------------------- | --- |
| Złoty                                                                 | Zwycięzca lub mistrzostwo |
| Srebrny                                                               | 2. miejsce lub wicemistrzostwo |
| Brązowy                                                               | 3. miejsce lub II wicemistrzostwo |
| Zielony                                                               | Ukończył, punktował (w klasyfikacji generalnej, gdy zdobył co najmniej jeden punkt na przestrzeni sezonu, poza trzema powyższymi opcjami) |
| Niebieski                                                             | Ukończył, nie punktował (w klasyfikacji generalnej, gdy nie zdobył co najmniej jednego punktu na przestrzeni sezonu)                      |
| Czerwony                                                              | Nie zakwalifikował się (NZ) |
| Czerwony                                                              | Nie prekwalifikował się (NPK) |
| Różowy                                                                | Nie ukończył (NU) |
| Różowy                                                                | Niesklasyfikowany (NS) (w klasyfikacji generalnej, gdy nie został sklasyfikowany w żadnym wyścigu sezonu)                                 |
| Czarny                                                                | Zdyskwalifikowany (DK) |
| Czarny                                                                | Wykluczony (WYK/EX) |
| Biały                                                                 | Nie wystartował (NW) |
| Biały                                                                 | Kontuzjowany (K/INJ) |
| Biały                                                                 | Wyścig odwołany (OD/C) |
| Bez koloru                                                            | Został wycofany (WYC/WD) |
| Bez koloru                                                            | Nie przybył (NP/DNA) |
| Bez koloru                                                            | Nie brał udziału w treningach (NT/DNP) |
| Bez koloru                                                            | Nie został zgłoszony (–) |
| Pogrubienie                                                           | Start z pole position |
| Kursywa                                                               | Najszybsze okrążenie wyścigu |
| †                                                                     | Nie ukończył, ale jego rezultat został zaliczony ze względu na przejechanie więcej niż 90% dystansu wyścigu.                              |
| *                                                                     | Sezon w trakcie |
| 1/2/3                                                                 | Punktowana pozycja w sprincie kwalifikacyjnym                                                                                             |
| Lista systemów punktacji Formuły 1                                    | |

| Sezon | Konstruktor | Silnik                   | Kierowcy             | Wyniki w poszczególnych eliminacjach | Wyniki w poszczególnych eliminacjach | Wyniki w poszczególnych eliminacjach | Wyniki w poszczególnych eliminacjach | Wyniki w poszczególnych eliminacjach | Wyniki w poszczególnych eliminacjach | Wyniki w poszczególnych eliminacjach | Wyniki w poszczególnych eliminacjach | Wyniki w poszczególnych eliminacjach | Wyniki w poszczególnych eliminacjach | Wyniki w poszczególnych eliminacjach | Wyniki w poszczególnych eliminacjach | Wyniki w poszczególnych eliminacjach | Wyniki w poszczególnych eliminacjach | Wyniki w poszczególnych eliminacjach | Wyniki w poszczególnych eliminacjach | Wyniki w poszczególnych eliminacjach | Wyniki kierowców | Wyniki kierowców | Wyniki konstruktora | Wyniki konstruktora |
| 1998  |             |                          |                      | Australia                            | Brazylia                             | Argentyna                            | San Marino                           | Hiszpania                            | Monako                               | Kanada                               |                                      | Wielka Brytania                      | Austria                              | Niemcy                               | Węgry                                | Belgia                               | Włochy                               | Luksemburg                           | Japonia                              |                                      | Pkt.             | Msc.             | Pkt.                | Msc.                |
| ----- | ----------- | ------------------------ | -------------------- | ------------------------------------ | ------------------------------------ | ------------------------------------ | ------------------------------------ | ------------------------------------ | ------------------------------------ | ------------------------------------ | ------------------------------------ | ------------------------------------ | ------------------------------------ | ------------------------------------ | ------------------------------------ | ------------------------------------ | ------------------------------------ | ------------------------------------ | ------------------------------------ | ------------------------------------ | ---------------- | ---------------- | ------------------- | ------------------- |
| 1998  | Benetton    | Playlife GC37-01 3.0 V10 | Giancarlo Fisichella | NU                                   | 6                                    | 7                                    | NU                                   | NU                                   | 2                                    | 2                                    | 9                                    | 5                                    | NU                                   | 7                                    | 8                                    | NU                                   | 8                                    | 6                                    | 8                                    |                                      | 16               | 9                | 33                  | 5                   |
| 1998  | Benetton    | Playlife GC37-01 3.0 V10 | Alexander Wurz       | 7                                    | 4                                    | 4                                    | NU                                   | 4                                    | NU                                   | 4                                    | 5                                    | 4                                    | 9                                    | 11                                   | 16                                   | NU                                   | NU                                   | 7                                    | 9                                    |                                      | 17               | 8                | 33                  | 5                   |
| 1999  |             |                          |                      | Australia                            | Brazylia                             | San Marino                           | Monako                               | Hiszpania                            | Kanada                               |                                      | Wielka Brytania                      | Austria                              | Niemcy                               | Węgry                                | Belgia                               | Włochy                               | Unia Europejska                      | Malezja                              | Japonia                              |                                      | Pkt.             | Msc.             | Pkt.                | Msc.                |
| 1999  | Benetton    | Playlife FB01 3.0 V10    | Giancarlo Fisichella | 4                                    | NU                                   | 5                                    | 5                                    | 9                                    | 2                                    | NU                                   | 7                                    | 12                                   | NU                                   | NU                                   | 11                                   | NU                                   | NU                                   | 11                                   | 14                                   |                                      | 13               | 9                | 16                  | 6                   |
| 1999  | Benetton    | Playlife FB01 3.0 V10    | Alexander Wurz       | NU                                   | 7                                    | NU                                   | 6                                    | 10                                   | NU                                   | NU                                   | 10                                   | 5                                    | 7                                    | 7                                    | 14                                   | NU                                   | NU                                   | 8                                    | 10                                   |                                      | 3                | 13               | 16                  | 6                   |
| 2000  |             |                          |                      | Australia                            | Brazylia                             | San Marino                           | Wielka Brytania                      | Hiszpania                            | Unia Europejska                      | Monako                               | Kanada                               |                                      | Austria                              | Niemcy                               | Węgry                                | Belgia                               | Włochy                               | Stany Zjednoczone                    | Japonia                              | Malezja                              | Pkt.             | Msc.             | Pkt.                | Msc.                |
| 2000  | Benetton    | Playlife FB02 3.0 V10    | Giancarlo Fisichella | 5                                    | 2                                    | 11                                   | 7                                    | 9                                    | 5                                    | 3                                    | 3                                    | 9                                    | NU                                   | NU                                   | NU                                   | NU                                   | 11                                   | NU                                   | 14                                   | 9                                    | 18               | 6                | 20                  | 4                   |
| 2000  | Benetton    | Playlife FB02 3.0 V10    | Alexander Wurz       | 7                                    | NU                                   | 9                                    | 9                                    | 10                                   | 12                                   | NU                                   | 9                                    | NU                                   | 10                                   | NU                                   | 11                                   | 13                                   | 5                                    | 10                                   | NU                                   | 7                                    | 2                | 15               | 20                  | 4                   |